# Eldgarnsö naturreservat
Eldgarnsö naturreservat är ett naturreservat i Ekerö kommun nordväst om Stockholm. Reservatet omfattade i början 490 hektar, varav 191 hektar är land. Efter en revidering 1988 är proportionerna 510 hektar därav land 200 hektar. Naturreservatets landareal omfattar hela ön Eldgarnsö.

## Beskrivning
Eldgarns avsattes 1979 för att bevara ett område med rik flora och fauna och med stor betydelse för friluftslivet.  Eldgarnsö är känd för sitt omfattande bestånd av mistel och ädellövskog. Ön, Eldgarnsö eller Eldgarn (äldre form Ellgarn, 1651), är sammanbunden med Färingsö via en vägbank över Eldgarnssundet. Här finns en mindre parkering och själva entrén till reservatet. 
Terrängen på öns mellersta del är låglänt. Här fanns ett smalt vattendrag som ännu i början av 1700-talet delade ön i två halvor. Vattendraget vidgade sig mitt på ön till en liten sjö kallad "Träsket". Marken brukades huvudsakligen som äng, Lillängen låg på östra ön, Storängen på den västra. Någon fast förbindelse med Färingsö via Eldgarnssundet existerade inte, i sundet låg endast en holme. Genom landhöjningen växte ön ihop och en smal landtunga mot Färingsö bildades. 
Över ön sträcker sig flera markerade vandringsleder. Den längsta, Eldgarnsöslingan är 9,5 kilometer lång och går runt hela ön. Längst i väster ligger Norrudden och längst i öster Österudd med odlingsrösen, gamla husgrunder och en gammal brunn. Mitt på ön återfinns samhället ’’Eldgarnsö’’ bestående av några bondgårdar. På sommarhalvåret kan man möta lösgående nötkreatur.

## Historisk karta

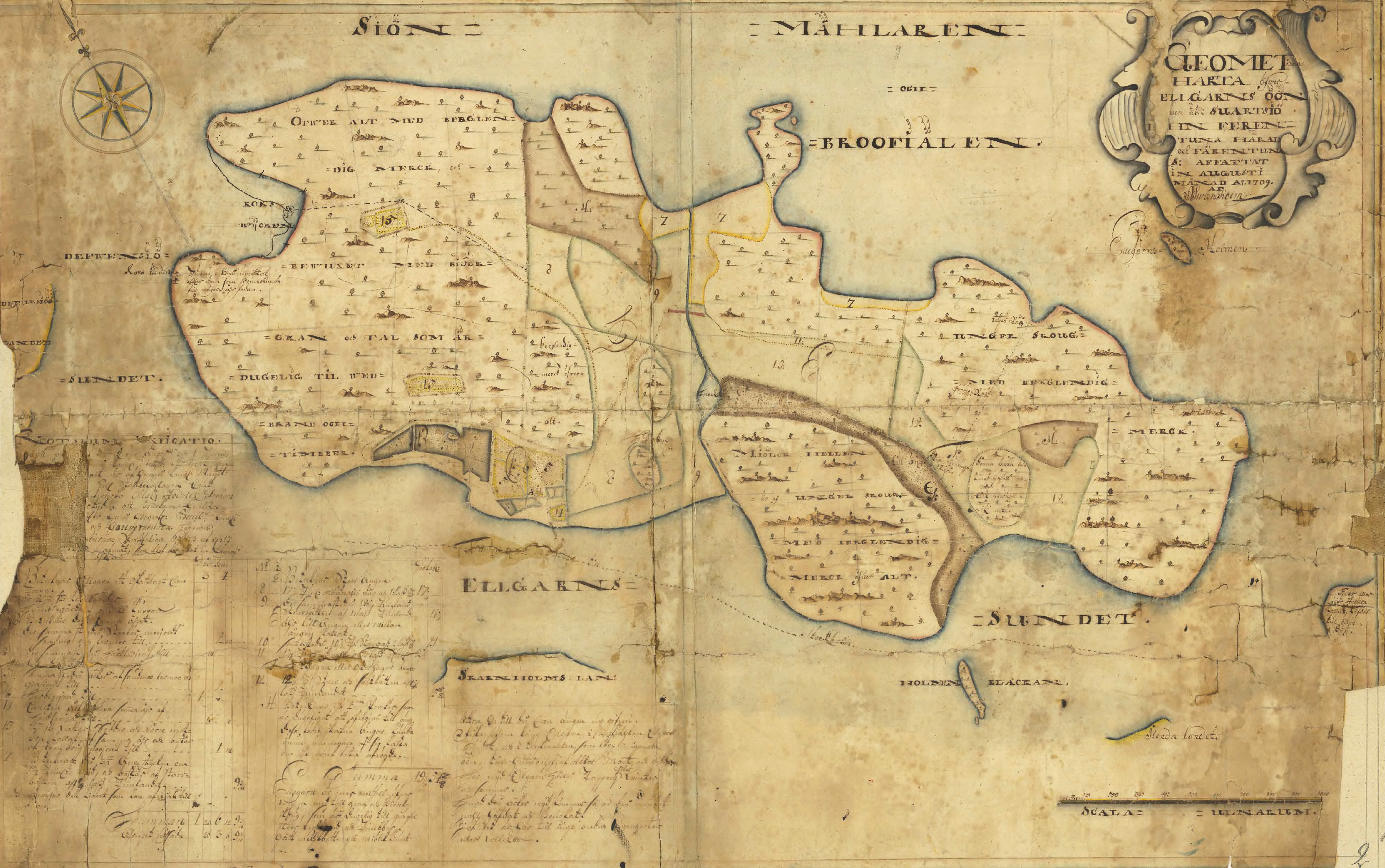
Eldgarnsö, 1709.

## Bilder

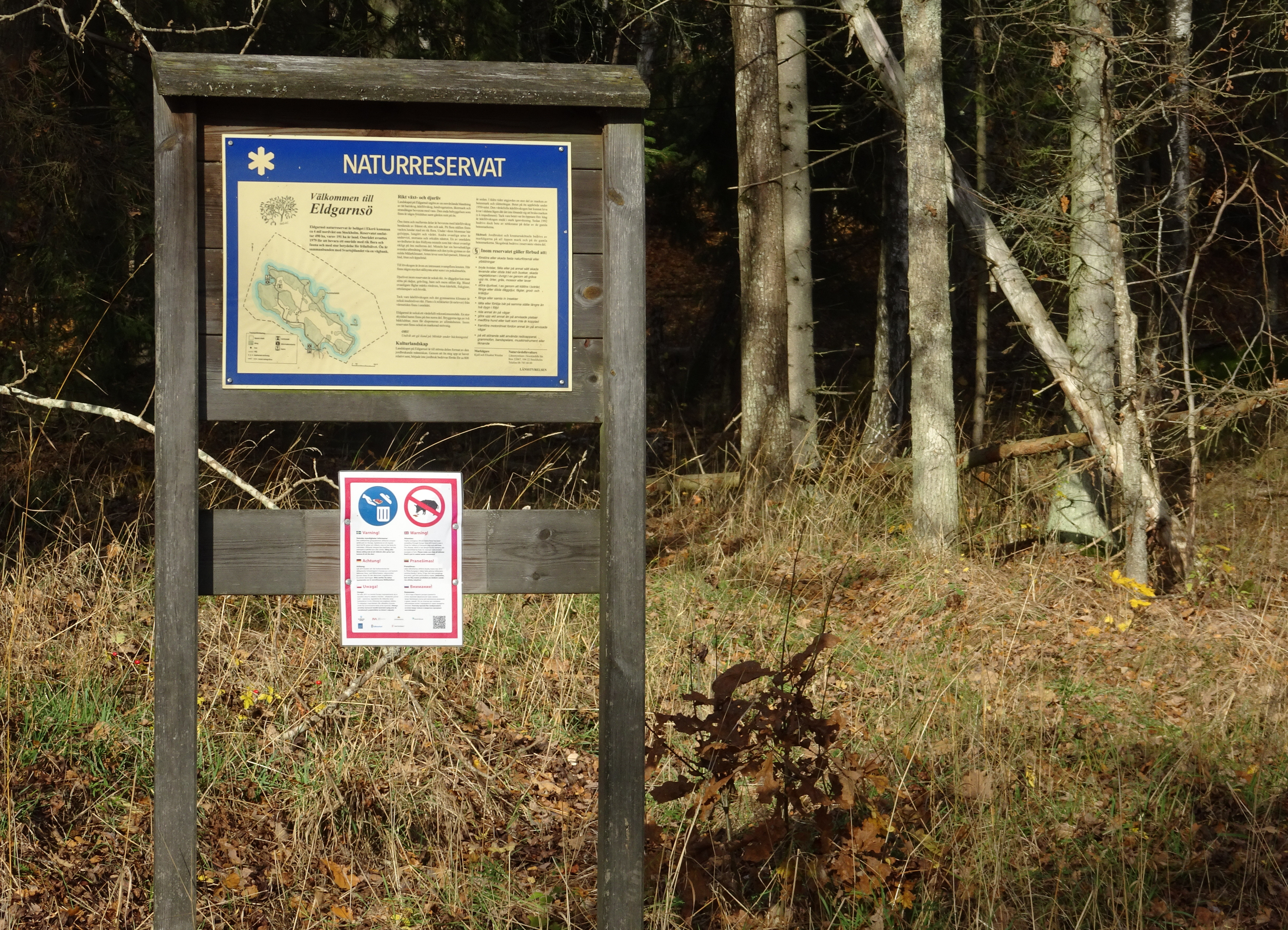
Entrén till reservatet.
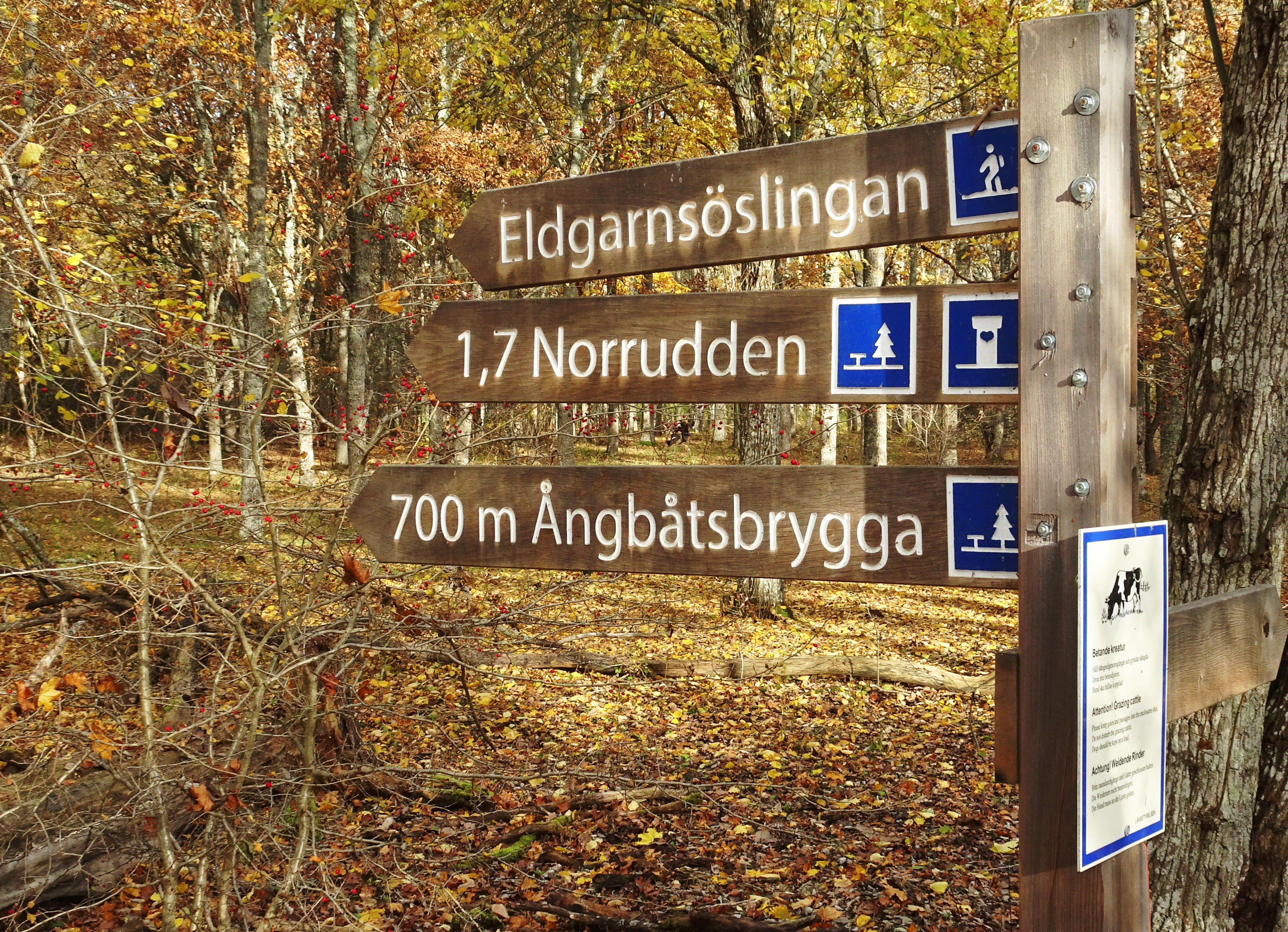
Vägvisare.
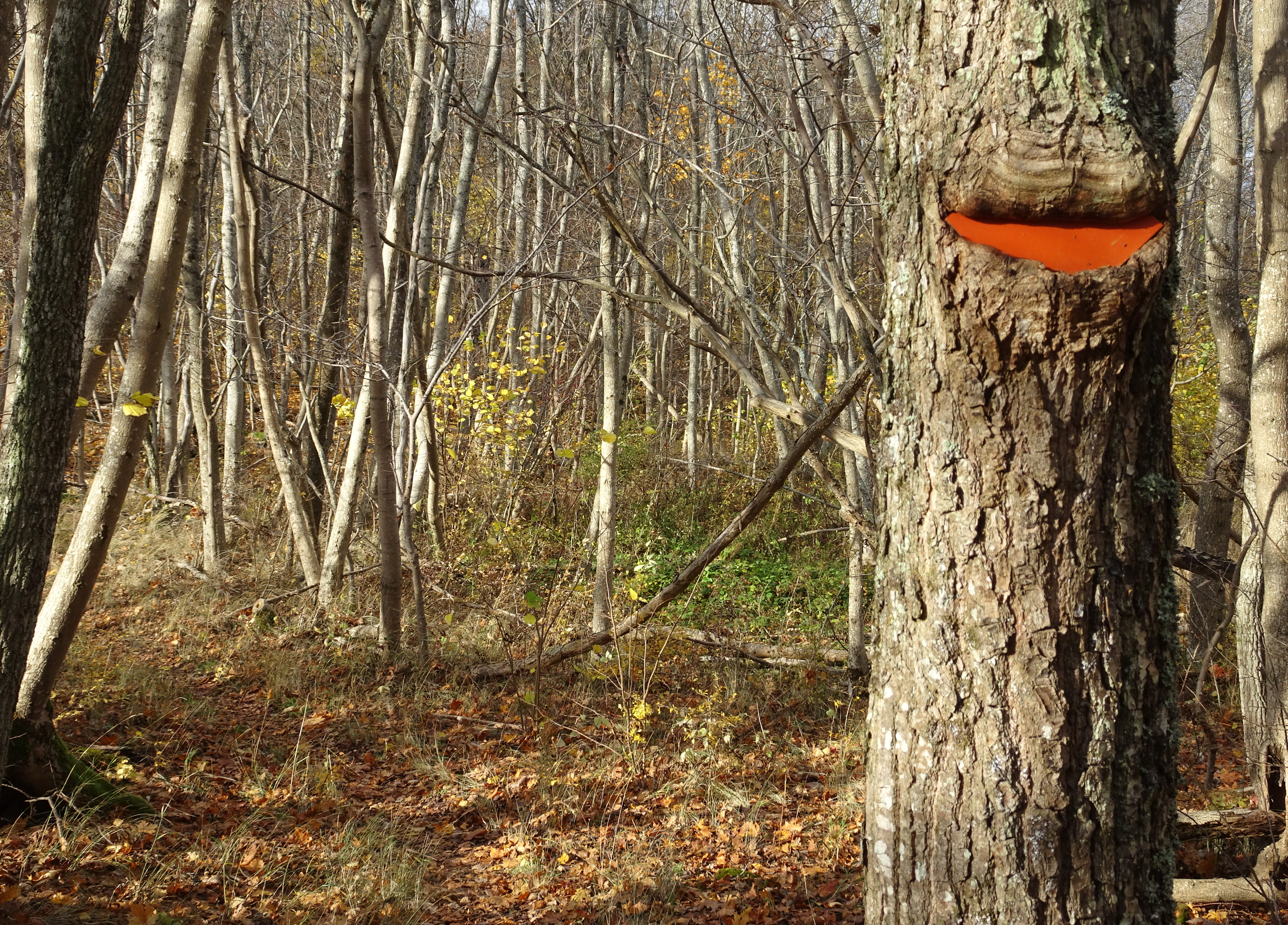
Vägmarkering.
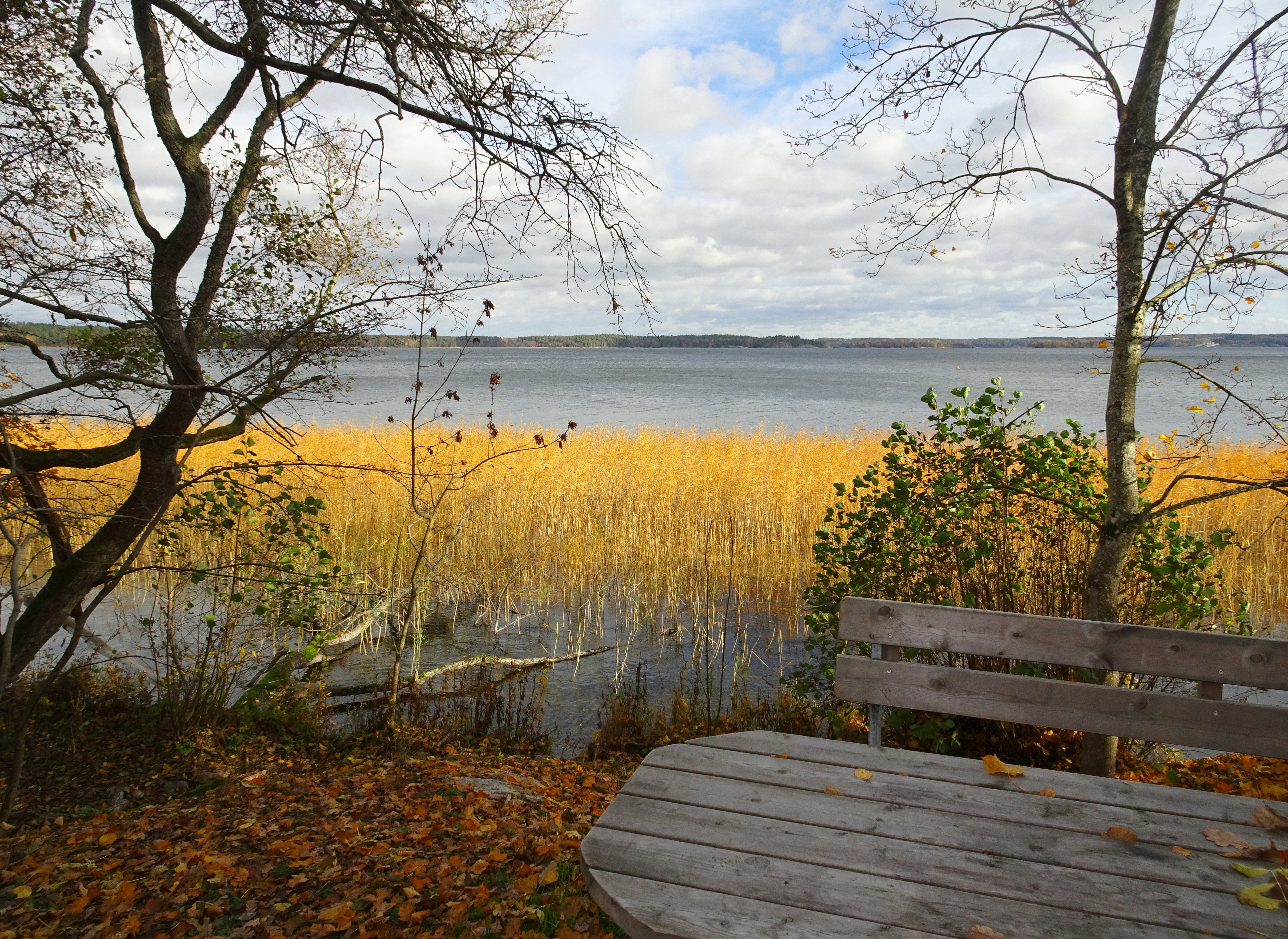
Österudd.

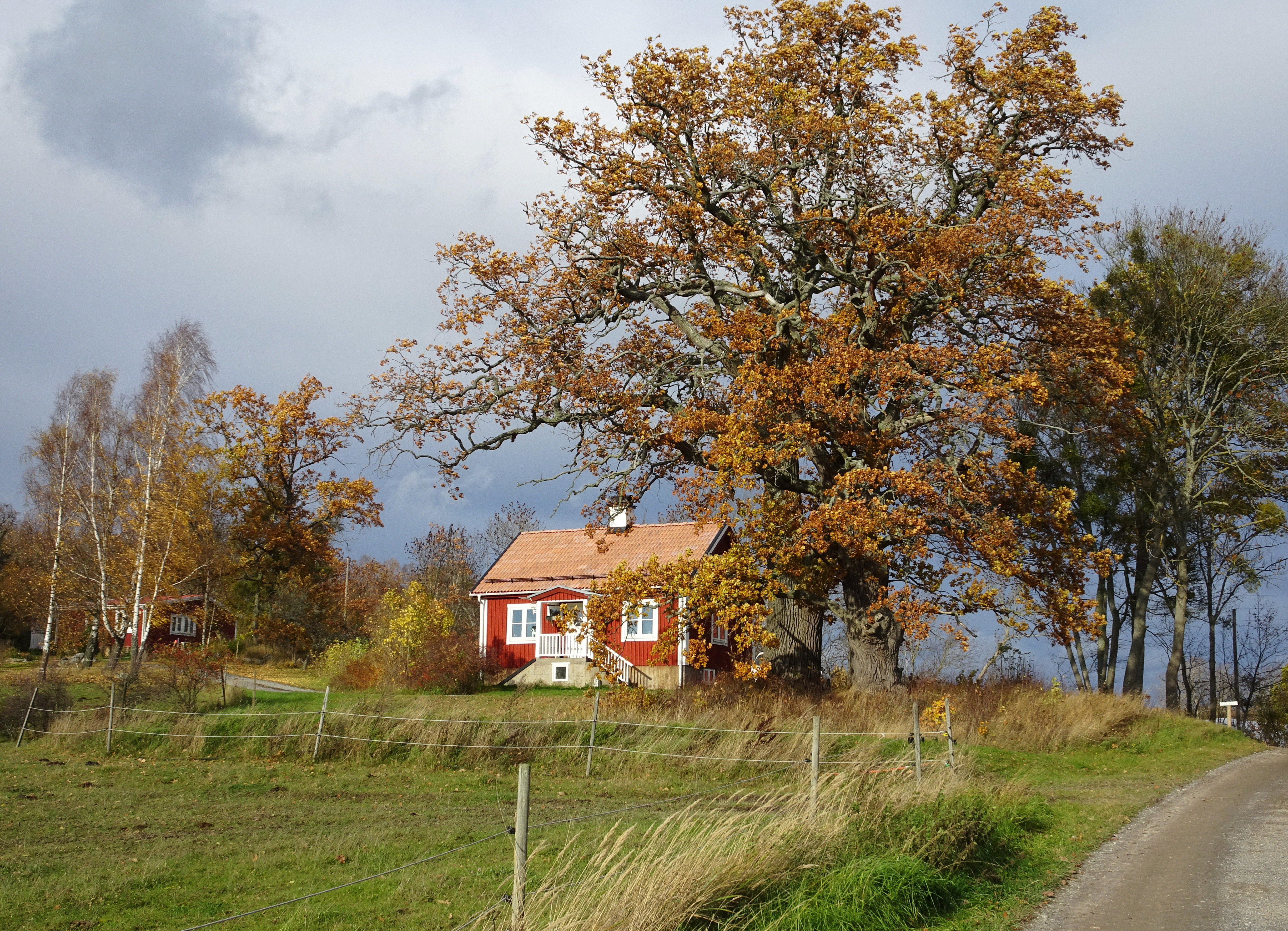
Eldgarnö gård.
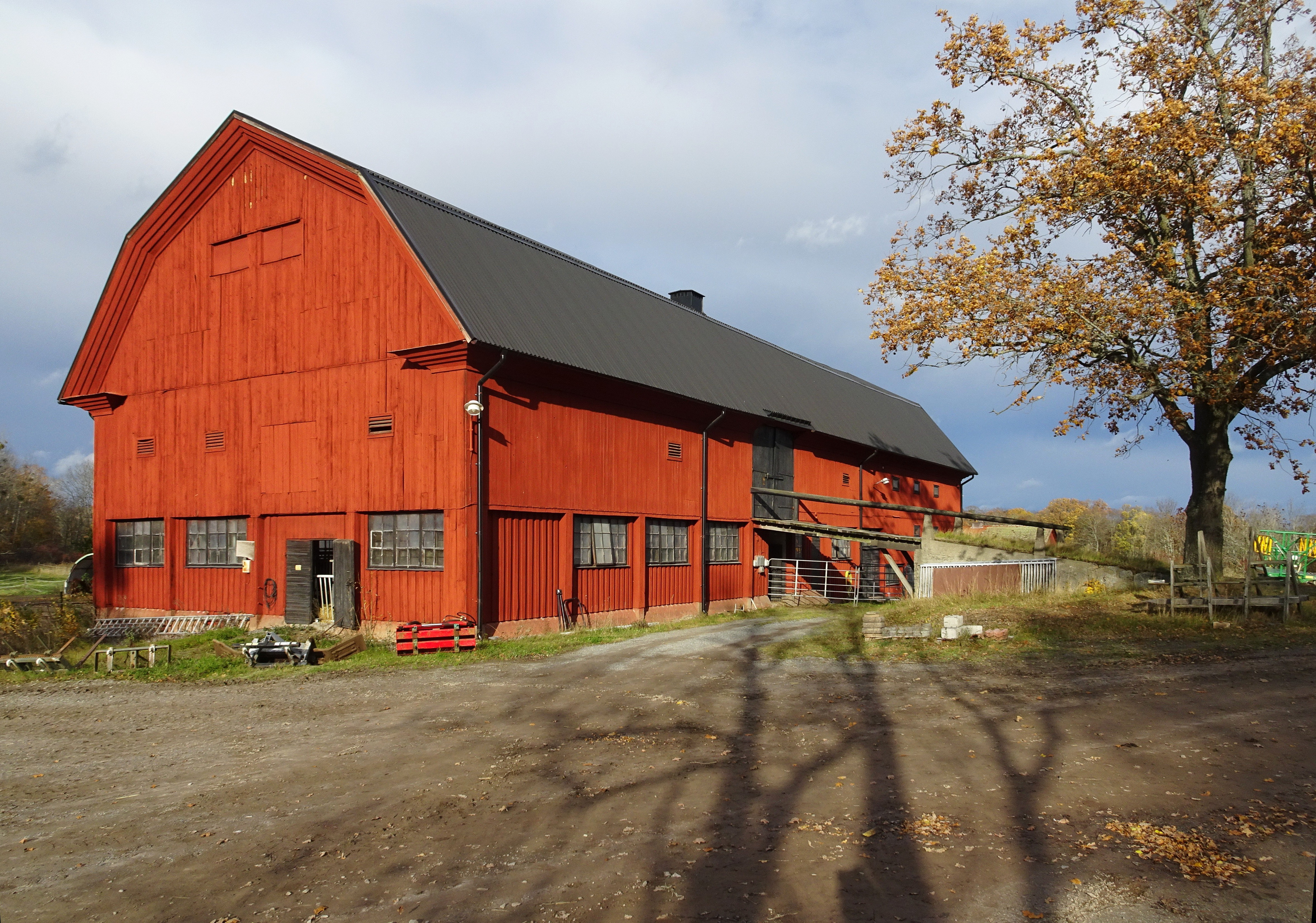
Stora ladan.
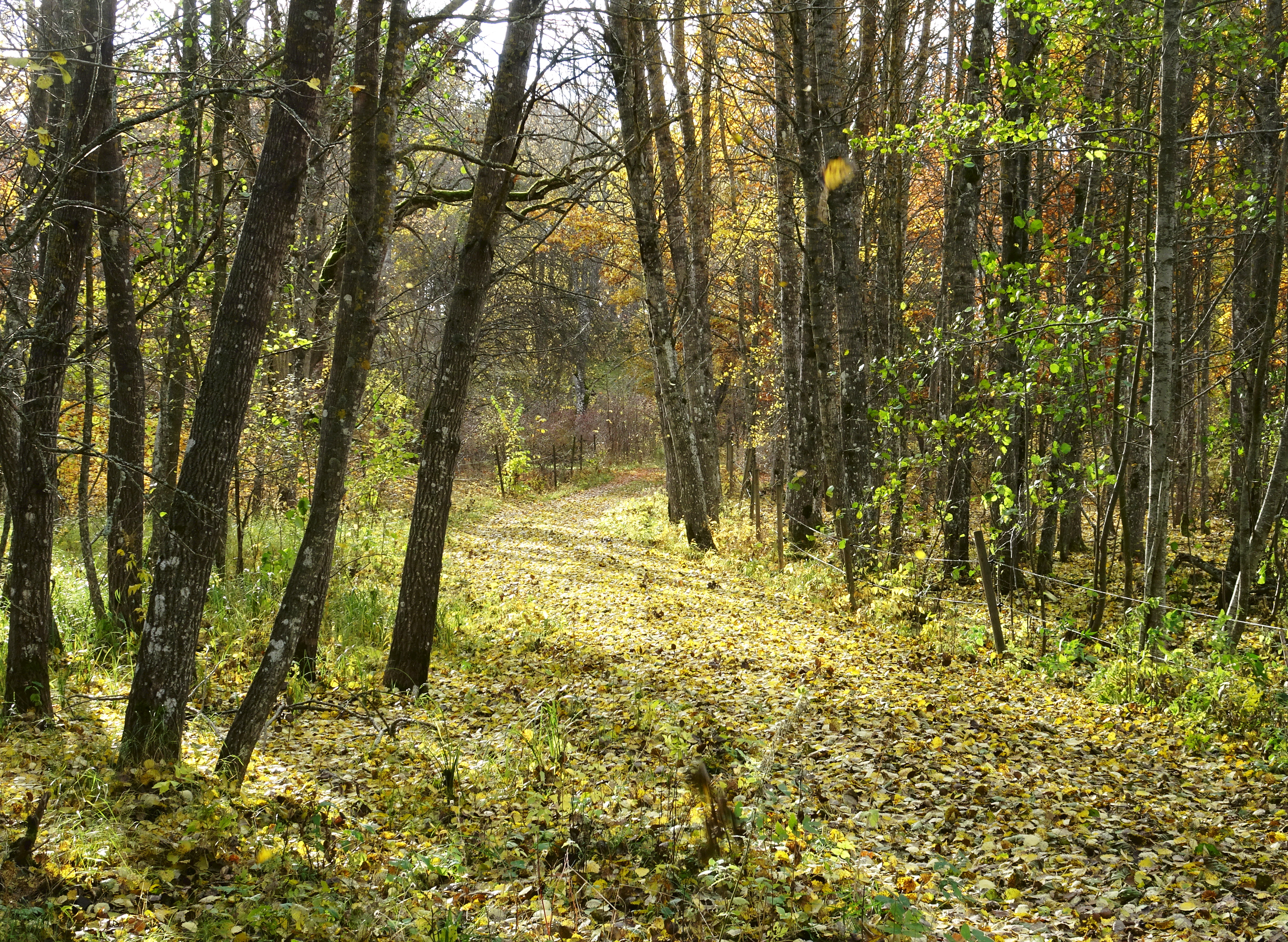
Höst på Eldgarnsö.
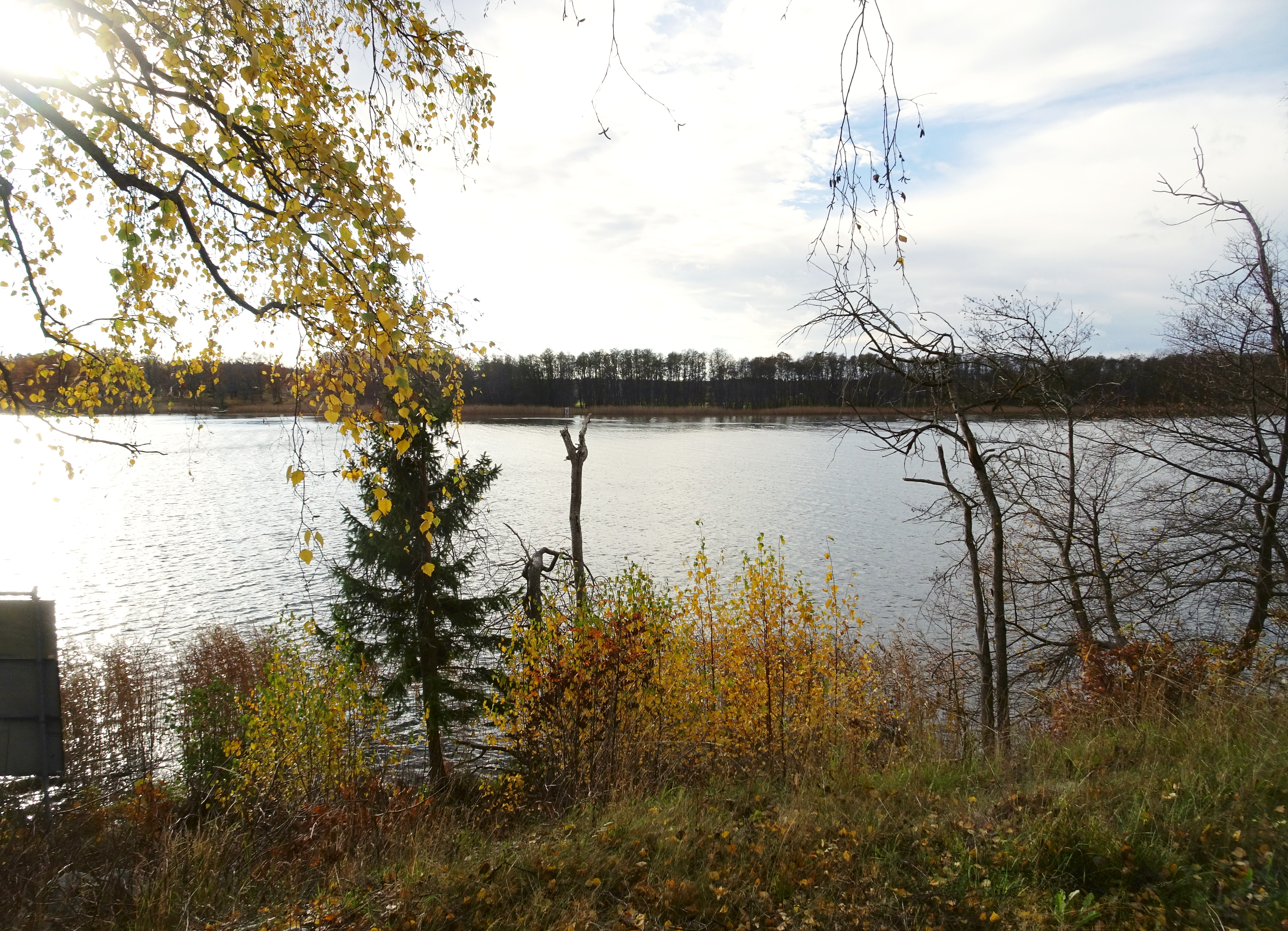
Eldgarnsösundet